# هینسدیل (ایلینوی)
هینسدیل (به انگلیسی: Hinsdale) یک روستا در ایالات متحده آمریکا است که در منطقه کلان‌شهری شیکاگو واقع شده‌است. هینسدیل ۱۲٫۰۴ کیلومتر مربع مساحت و ۱۶٬۸۱۶ نفر جمعیت دارد.